# Botanophila palgongsana
Botanophila palgongsana är en tvåvingeart som beskrevs av Suh och Kae Kyoung Kwon 1986. Botanophila palgongsana ingår i släktet Botanophila och familjen blomsterflugor.
Artens utbredningsområde är Sydkorea. Inga underarter finns listade i Catalogue of Life.